# 紅尾雙線䲁
紅尾雙線鳚（学名：Enneapterygius rubicauda），又名狗鰷、三鰭鳚，为辐鳍鱼纲鳚形目三鰭鳚科雙線鳚屬下的一个种，沈世杰于1997年对其进行了描述，该物种分布于西太平洋海域，包括琉球群岛与小笠原群岛、台湾、菲律宾、新喀里多尼亚、万那度，栖息深度为0米至12米，本鱼体型小呈圆柱状，眼眶上具小触须，头部、胸部、与胸鳍基部无鳞，体红色和橙色，有白色大理石花纹，雌鱼尾柄上有宽橙色或红色条纹，雄鱼的头「面具」和尾柄为黑色，尾鳍为红色背鳍硬棘14–18枚、背鳍软条8–11枚、臀鳍硬棘1枚、臀鳍软条18–21枚，体长可达3.7公分，成鱼栖息于岩石与珊瑚礁，雌鱼将卵产在藻类筑的巢上，卵为附着性，雄鱼会守护卵，生活习性不明。